# 6. армија (Вермахт)
6. армија је била ознака немачке армије која се борила у Другом светском рату. Најпознатија је по свом учешћу у бици за Стаљинград, током које је постала прва цела немачка армија која је уништена. Након битке за Стаљинград, око 107.800 војника 6. армије се предало Совјетима, а од тога је само око 6.000 преживело заробљеништво.